# Madonna del Mare
La Madonna del Mare è un dipinto a olio su tavola (60,5x49,5 cm) attribuito a Sandro Botticelli o a Filippino Lippi, databile al 1477 circa e conservato nella Galleria dell'Accademia a Firenze.

## Storia
Il dipinto proviene dal convento di Santa Felicita a Firenze. Alcune ridipinture impediscono una corretta valutazione dell'opera, che è stata incertamente attribuita a Botticelli (Ulmann, 1893) o al giovane Filippino Lippi (Lightbown).

## Descrizione e stile
L'opera deve il suo nome al soffuso paesaggio marino che si vede sullo sfondo attraverso una finestra. La Vergine tiene in grembo il Bambino con il tipico, per Botticelli, velo trasparente ed indossa un manto azzurro con la stella cometa ricamata sulla spalla, al di sopra dell'usuale veste rossa. Il Bambino tiene in mano una melagrana aperta da cui ha staccato alcuni chicchi, che gli cadono dalla manina sinistra. Il frutto simboleggia la fertilità e la regalità di Maria, e il colore rosso degli acini prefigura il sangue della Passione. Il rapporto col mare inoltre è legato a uno degli appellativi di Maria, Stella maris.
Evidenti sono i richiami al linearismo di Filippo Lippi, maturati con una plasticità più energica modellata sull'esempio di Verrocchio.